# 吳世靈
吳世靈（1928年12月6日—1999年2月25日），原越南共和國軍上校、技術署副監督，是越南共和國情報機構的重要人物。

## 生平
吳世靈原名吳春祥，1928年12月6日出生於越南北部河靜省香溪縣土黃村的一個富有的虔誠天主教家庭。他是吳春勛（“吳春”家族第八代族長）的獨生子，也是詩人春妙（吳春妙）的表弟。